# Bernhard Schneider (General)
Bernhard Schneider ist ein deutscher Brigadegeneral des Heeres der Bundeswehr und Geschäftsführer der HIL Heeresinstandsetzungslogistik.

## Leben
Schneider war als Generalstabsoffizier im Heeresamt in der Konrad-Adenauer-Kaserne in Köln tätig. Anschließend wurde er im April 2003 Bataillonskommandeur des Logistikbataillons 12. Im Januar 2005 wechselte er ins Bundesministerium der Verteidigung.
Zum 21. Oktober 2022 wurde Schneider als Geschäftsführer der HIL Heeresinstandsetzungslogistik, einem bundeseigenen Unternehmen, ins Handelsregister eingetragen. Zur Wahrnehmung dieser Aufgabe ist er von der Bundeswehr beurlaubt.